# Schattberge
Schattberge ist ein Ortsteil der Ortschaft Gladau der Stadt Genthin im Landkreis Jerichower Land in Sachsen-Anhalt.

## Geographie
Schattberge liegt am südwestlichen Rand des Fiener Bruchs, umgeben von landwirtschaftlichen Flächen. Durch den Ort führt die Landesstraße 54 mit Verbindung zu den Bundesstraßen 1 und 107. Die Kreisstadt Burg ist 18 Kilometer entfernt. Die Anschlussstelle Theesen der Autobahn 2 wird nach 16 Kilometern erreicht. Nordwestlich des Ortes erstreckt sich ein ausgedehntes Kiefernwaldgebiet. Nördlich sind noch Gleise einer ehemaligen Bahnstrecke verlegt.

## Geschichte
Der Gutsbezirk Schattberge wurde am 30. September 1928 mit der Landgemeinde vereinigt und ist seitdem ein Ortsteil von Gladau. Durch die Eingemeindung der ehemaligen selbstständigen Gemeinde Gladau am 1. Juni 2009 zur Stadt Genthin, kam auch Schattberge zur Stadt Genthin.